# Turtuk

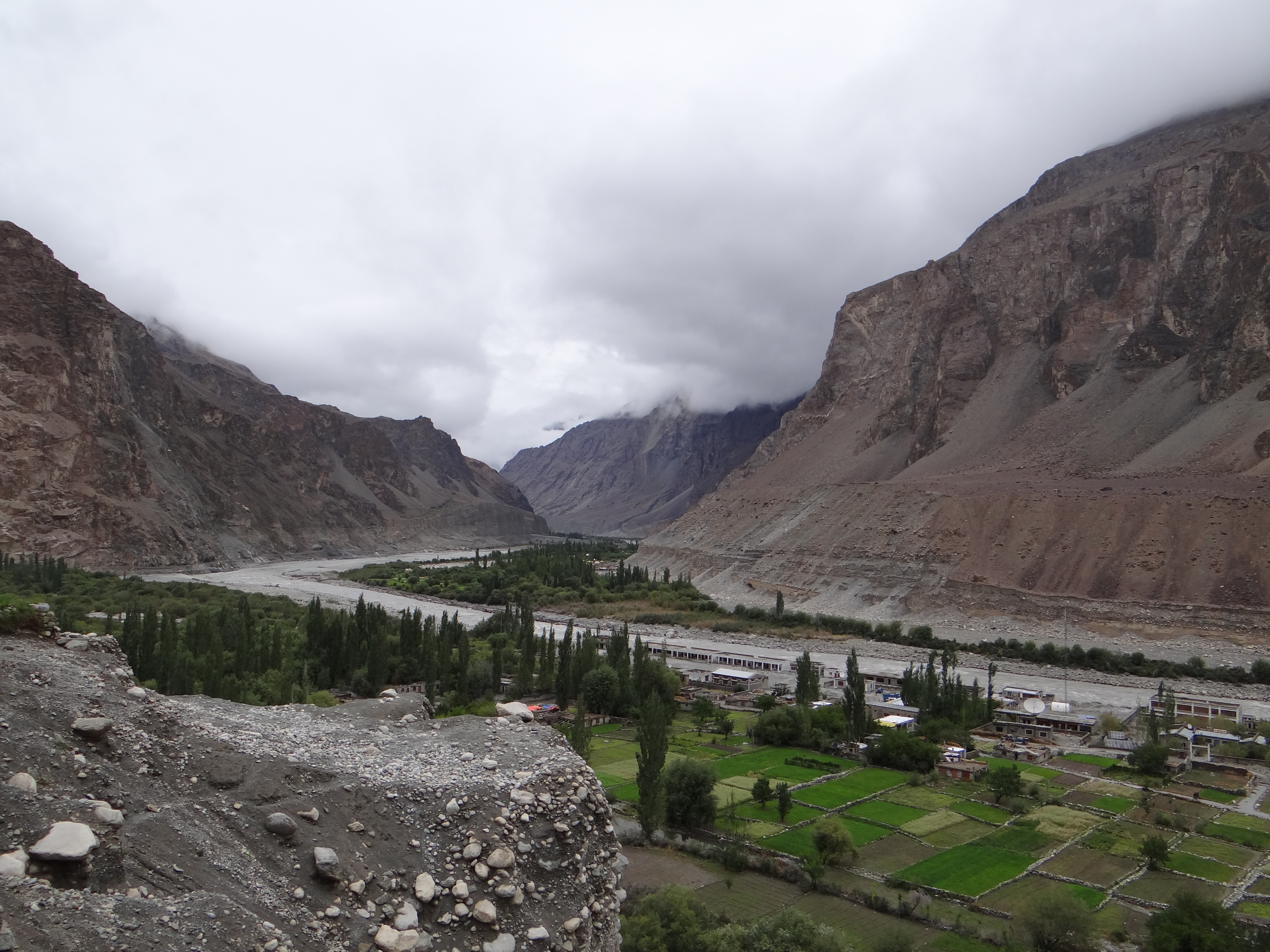

Turtuk ou Turtok é uma aldeia do Ladaque, situada junto ao ponto mais setentrional da Índia, perto da fronteira disputada com o Paquistão (Gilgit-Baltistão) e com a China (Sinquião). Administrativamente pertence ao bloco administrativo de Turtuk, ao tesil de Diskit e ao distrito de Lé.
Em 2011, o bloco administrativo de Turtuk tinha 6 864 habitantes (63,3% do sexo masculino e 36,7% do sexo feminino), dos quais 3 371 na aldeia. Além de Turtuk, pertencem ao bloco as seguintes aldeias além de Turtuk: Bogdang, Chulungkha (ou Chalunka), Takshi (ou Tyakshi) e Thang. As aldeias situam-se no vale do Shyok, também conhecido como vale de Nubra — o rio Nubra conflui com o Shyok junto a Diskit, situada aproximadamente 90 km a montante (sudeste) de Turtuk. Lé, a capital e principal cidade do Ladaque, fica pouco mais de 200 km a sudeste de Turtuk por estrada. A Linha de Controlo, que constitui a fronteira de facto com o Paquistão em Caxemira, passa a jusante (norte) da aldeia de Thang, cerca de 11 km a noroeste de Turtuk. O rio Turlok Lungpa desagua no Shyok em Turtuk.
Em termos geográficos e étnicos, a região faz parte do Baltistão, cuja maior parte está sob o controlo do Paquistão, o mesmo acontecendo com Turtuk, Tyakshi, Chalunkha e Thang até à Guerra Indo-Paquistanesa de 1971, durante a qual a Índia tomou o controlo daquela zona estratégica, que é um dos acessos ao glaciar de Siachen, o campo de batalha mais alto do mundo, onde a Linha de Controlo indo-paquistanesa se encontra com a Linha de Controlo Real indo-chinesa. Os habitantes são predominantemente muçulmanos e falam sobretudo balti, urdu e ladaque, embora haja alguns mosteiros budistas no planalto acima do rio Shyok. O acesso de turistas à região esteve proibido até 2010.